# 井上文雄
井上 文雄（いのうえ ふみお）は、日本の映画プロデューサー。横浜放送映画専門学院（現・日本映画大学）卒業。

## 主な作品
- 湘南爆走族（助監督・1987年）
- ブラックマネー（助監督・1994年）
- 800 TWO LAP RUNNERS（助監督・1994年）
- 汝殺すなかれ（プロデューサー・1996年）
- うなぎ（助監督・1997年）
- たどんとちくわ（助監督・1998年）
- アンドロメディア（制作プロデューサー・1998年）
- 死者の学園祭（プロデューサー・2000年）
- 狗神 INUGAMI（プロデューサー・2001年）
- 竜馬の妻とその夫と愛人（助監督・2002年）
- ピンポン（プロデューサー・2002年）
- ジョゼと虎と魚たち（共同プロデューサー・2003年）
- 着信アリ（プロデューサー・2004年）
- インプリント〜ぼっけえ、きょうてえ〜（プロデューサー・2005年）
- 妖怪大戦争（プロデューサー・2005年）
- 春、バーニーズで（プロデューサー・2006年）
- バッテリー（エグゼクティブプロデューサー・2006年）
- サウスバウンド（エグゼクティブプロデューサー・2007年）
- 学校の階段（製作・2007年）
- ダイブ（エグゼクティブプロデューサー・2008年）
- 人間失格（プロデューサー・2009年）
- いけちゃんとぼく（エグゼクティブプロデューサー・2009年）
- ピンクとグレー（プロデューサー・2016年）